# Тагима-но Кэхая
Тагима-но Кэхая (яп. 当麻蹴速) — фольклорный персонаж, легендарный японский боец.

## Легенда
По легенде «Ниппон сёки» он был великим силачом, хвалившимся тем, что он якобы сильнейший на земле ниже небес. Император Суйнин повелел найти кого-то, кто бы смог его одолеть, и ему привели Номи-но Сукунэ, с которым Тагима сошёлся в бою, но тот оказался слишком силён и тут же сломал ему рёбра пинком, а когда тот упал — расколол ему поясницу ударом ноги, а Император наградил его земельным наделом из владений убитого им Тагимы.
Непосредственное описание их дуэли:

Седьмой год, осень, седьмой месяц. В седьмой день приближённые Императора сказали: «Есть храбрец родом из деревни Тагима, зовут его Тагима-но Кэхая. Этот человек своей силой может ломать рога, разгибать рыболовные крючки, и постоянно хвалится в окружении толп: "Я искал во всех четырёх сторонах света, как кто-то может сравниться со мной по силе? Так или иначе, я хочу встретиться с силачом и померяться силами невзирая на жизнь или смерть". Император это услышал и обратился ко двору: "Я слышал о Тагиме-но Кэхая, есть ли кто-то в царстве, кто сравнится с ним?". Один из министров ответил: "Слышал, в Идзумо есть храбрец, Номи-но Сукунэ зовут. Попробуйте его позвать — он захочет выйти против него". В тот же день предок атая Ямато, Нагаоти, был послан за Номи-но Сукунэ. Наконец, затем Номи-но Сукунэ приехал из Идзумо, затем Номи-но Сукунэ и Тагиме-но Кэхая приказали испытать их силу. Оба принялись за сумо, подняли ноги и приложили ими друг по другу. Затем Номи-но Сукунэ пнул Тагиму-но Кэхая по рёбрам и сломал их, затем с размаху наступил на тазобедренную часть, сломал её и убил его. Тем самым Тагима-но Кэхая лишился земли, ту отдали в награду Номи-но Сукунэ. Поэтому деревню назвали Косиорэда. Номи-но Сукунэ остался служить при Императорском суде.
Оригинальный текст (кл. кит.)
七年秋七月己巳朔乙亥。左右奏言。当麻邑有勇悍士。曰当麻蹶速。其为人也。强力以能毁角申钩。恒语众中曰。于四方求之。岂有比我力者乎。何遇强力者。而不期死生。顿得争力焉。天皇闻之。诏群卿曰。朕闻。当麻蹶速者天下之力士也。若有比此人耶。一臣进言。臣闻。出云国有勇士。曰野见宿祢。试召是人。欲当于蹶速。即日遣倭直祖长尾市唤野见宿祢。于是。野见宿祢自出云至。则当麻蹶速与野见宿祢令■力。二人相对立。各举足相蹶。则蹶折当麻蹶速之胁骨。亦蹈折其腰而杀之。故夺当麻蹶速之地。悉赐野见宿祢。是以其邑有腰折田之縁也。野见宿祢乃留仕焉。

В синтоизме Тагима-но Кэхая канонизирован до уровня ками, как и сам Номи-но Сукунэ, и почитается в святилище Анасэнимасу.